# O Tempo (álbum de Oficina G3)
O Tempo é o quarto álbum de estúdio da banda brasileira de rock Oficina G3, lançado em outubro de 2000. É o primeiro disco da banda pela gravadora MK Music. A obra representou uma mudança de fase na carreira da banda, já que o estilo pop rock foi definitivamente adotado naquela época.
Apesar de este estilo estar presente nos dois álbuns passados, aqueles eram exceções por serem álbuns acústicos, não diferindo muito da maioria dos trabalhos acústicos seculares da época. O álbum mantém certas características do Oficina G3, como solos na maioria das faixas, e as participações já conhecidas de Juninho Afram nos vocais, mas o fato de o hard rock ter sido parcialmente abandonado no álbum desagradou à maioria dos antigos fãs da banda. É o último álbum com Walter Lopes na bateria desde a primeira formação, sendo que desde então Juninho Afram é o único membro da formação original.
Se, com essa mudança desagradou os antigos admiradores que optavam pelo hard rock, o Oficina ganhou vários outros fãs. O disco conquistou avaliações favoráveis da crítica e foi eleito o 25º melhor disco da década de 2000, de acordo com lista publicada pelo Super Gospel.

## Antecedentes
Nos dois anos que antecederam O Tempo, a banda Oficina G3 esteve focada nos álbuns Acústico (1998) e Acústico ao Vivo (1999), com a tendência de álbuns acústicos de rock, sobretudo Acústico MTV, dos Titãs. Do ponto de vista musical, esses projetos representaram um afastamento de influências como o heavy metal e aproximaram o grupo de uma estética mais pop. Ao mesmo tempo, os projetos garantiram o êxito do grupo com o novo vocalista PG.
Até 1999, o Oficina G3 manteve relações contratuais com a gravadora Gospel Records, que distribuía toda a discografia do grupo. Mas as relações entre a banda e a gravadora não era das melhores. O Oficina G3, naquela época, era o grupo que mais vendia álbuns no selo, alcançou a marca de mais de 100 mil cópias comercializadas de Acústico, mas ainda sim contava com limitações. Além do fato de ser uma gravadora ligada a Igreja Renascer em Cristo, o modelo comercial da Gospel Records não era considerado o mais profissional perto de outros selos. Na mesma época, a banda Catedral foi alvo de uma negociação entre a MK Publicitá e a Warner Music Brasil. Com a ausência de um representante de rock na gravadora, a MK começou a sondar a Oficina G3 ainda em 1999.
O ex-vocalista Túlio Régis, em 2008, disse que os responsáveis pela Gospel Records "nos deram um contrato animalesco contra a gente e assinamos, inocentes" e que tinham receio de deixar a gravadora por medo de retaliação da liderança da igreja e das consequências de perder o apoio midiático da Renascer. A situação mudou quando o cantor decidiu intermediar por meio de um amigo do Rio de Janeiro. Jean Carllos lembrou, anos mais tarde, que a assinatura de contrato com a MK interessava o Oficina G3 por três razões: 1) Diferentemente da Gospel Records, a MK não era ligada a nenhuma igreja e tinha um modelo de negócios mais estruturado; 2) A gravadora tinha uma alta relevância no Rio de Janeiro, estado em que o Oficina G3 não era popular; 3) A distribuição de álbuns da gravadora era eficiente, sobretudo em regiões como o nordeste, o que poderia fazer com que a banda deixasse de ser um fenômeno limitado a São Paulo para ganhar uma dimensão nacional definitiva. O tecladista também disse que a assinatura com a MK atendeu todas essas expectativas que a banda tinha e que, em poucos meses, o Oficina G3 se tornou uma banda de sucesso no Rio.
Como consequência, o Oficina G3 deixou a Gospel Records com a condição de que os integrantes não teriam direitos sobre as músicas e obras produzidas na fase Gospel Records. O cantor Zé Bruno, vocalista do Resgate, relembrou o ocorrido em entrevista de 2012:

A saída do G3 da gravadora foi discutida direto com o Felipe Hernandes que na época era o executivo responsável e pelo próprio Ap. Estevam. A MK tinha uma excelente proposta pra eles, era uma oportunidade irrecusável.

## Produção
Como integrante da Corsário, PG tinha composições autorais que não chegaram a ser lançadas como álbum de sua ex-banda. Uma delas, "Autor da Vida", chegou a ser aproveitada pra Acústico e Acústico ao Vivo. No entanto, o cantor também apresentara "Necessário", escrita com Daniel Rodrigues da Silva, que não se adaptou ao formato dos projetos. Quando a banda passou a trabalhar em O Tempo, "Necessário" automaticamente se tornou a primeira faixa do novo repertório. Juninho Afram, por sua vez, escreveu uma balada inspirada em uma questão de saúde de seu primeiro filho, Pedro, que na época era recém-nascido. A música era "O Tempo".
Musicalmente, entre as obras inéditas, O Tempo é o álbum mais pop do Oficina G3. Existem diferentes versões para justificar isso. Uma delas é que a presidente da MK Music, Yvelise de Oliveira, foi creditada por sugerir este direcionamento ao grupo, e outra versão é que a própria banda tinha o interesse em uma música mais leve. Na prática, a gravadora sugeriu o grupo recém-contratado para que fizesse uma música sobre o amor divino, com o objetivo de fazer parte do repertório da coletânea Amo Você Vol. 6. Juninho, PG e Duca se reuniram em um dia para compor e, nessa reunião, surgiu "Perfeito Amor".
PG, em entrevistas, também se lembrou que "Sempre Mais", cuja autoria foi divida entre o cantor e Afram, surgiu inicialmente de um momento alegre de seu recém casamento com sua esposa, Rosana.

## Lançamento e recepção
| Críticas profissionais | Críticas profissionais |
| Avaliações da crítica  | Avaliações da crítica  |
| Fonte                  | Avaliação              |
| ---------------------- | ---------------------- |
| O Propagador           | [ 2 ]                  |
| Super Gospel           | [ 15 ]                 |

O Tempo foi lançado em outubro de 2000 em formato físico pela gravadora MK Music e foi um sucesso comercial imediato. Em cerca de um ano, o projeto vendeu mais de 150 mil cópias, o que rendeu ao grupo seu primeiro disco de ouro certificado.
A recepção crítica retrospectiva sobre o álbum foi favorável. O guia discográfico do O Propagador atribuiu a cotação de 4,5 estrelas de 5 para o álbum, com a justificativa de que "é um disco que consegue equilibrar com louvor aspectos geralmente antagônicos em álbuns: qualidade musical, letras atraentes e um som comercial". Já Tiago Abreu, para o Super Gospel, argumentou que "é um baita disco radiofônico. Pop sim, leve sim, direto sim e que funciona".
Na década de 2010, junto com outros álbuns do grupo, a gravadora MK Music publicou O Tempo nas plataformas digitais.

## Divulgação
O Oficina G3, enquanto banda, se ressentia por ser ignorada pela MTV desde os tempos de Indiferença (1996). Em contraste, O Tempo também recebeu videoclipes, com destaque para "O Tempo", produzido em película e que foi a primeira produção da banda a aparecer no TOP 20 da emissora. Além disso, a banda também lançou videoclipe de "Sempre Mais".
O sucesso de O Tempo fez com que o grupo seguisse na estrada em turnê por mais de um ano, o que fez atrasar as composições do projeto sucessor, Humanos, que só sairia no segundo semestre de 2002. Entre os shows promovidos pelo grupo, esteve sua participação no Rock in Rio 3 em 2001.

## Faixas
A seguir está a lista de faixas do disco O Tempo, segundo o encarte do disco.
| N.º            | Título           | Compositor(es)               | Vocais         | Duração |  |
| 1.             | "Introdução"     | Oficina G3                   | PG             | 0:31    |  |
| 2.             | "O Caminho"      | Juninho Afram PG             | PG             | 4:05    |  |
| 3.             | "Atitude"        | PG Juninho Afram             | PG             | 3:19    |  |
| 4.             | "Ele Vive"       | Afram                        | PG             | 4:00    |  |
| 5.             | "O Tempo"        | Afram                        | PG Afram       | 4:28    |  |
| 6.             | "Preciso Voltar" | Afram Duca Tambasco          | Afram          | 4:24    |  |
| 7.             | "Perfeito Amor"  | Afram Tambasco PG            | PG Afram       | 3:38    |  |
| 8.             | "Necessário"     | PG Daniel Rodrigues da Silva | PG             | 3:42    |  |
| 9.             | "Hey Você!"      | Tambasco Afram               | PG             | 3:02    |  |
| 10.            | "Brasil"         | Afram Tambasco PG            | PG             | 3:05    |  |
| 11.            | "Sempre Mais"    | PG Afram                     | PG             | 4:40    |  |
| 12.            | "Ingratidão"     | Tambasco                     | PG             | 3:57    |  |
| 13.            | "Tua Voz"        | PG                           | PG Afram       | 3:05    |  |
| Duração total: | Duração total:   | Duração total:               | Duração total: | 45:57   |  |

## Ficha técnica
A seguir, estão listados os músicos envolvidos na produção de O Tempo:
Banda
- PG – vocais
- Juninho Afram – vocais, violão, guitarra
- Duca Tambasco – baixo
- Jean Carllos – teclado
- Walter Lopes – bateria

Músicos convidados
- Geraldo Penna – produção musical, arranjos, mixagem e engenharia de áudio
- Coral Kadmiel – vocal em "O Tempo"

Projeto gráfico
- Marco Bernardes – design
- Welison Calandria – fotografia